# Zdeněk Dušek (1942)
Zdeněk Dušek (* 2. listopadu 1942 Obecnice) je český herec, dabér a režisér. Ve filmu se objevil již v roce 1963. Vytvořil mnoho vedlejších rolí. Snad jeho nejvýznamnější role je role Bartáka ve filmu Smradi. Jeho ženou byla herečka Jana Březinová.
Působil v Ústí nad Labem v Činoherním studiu a v Praze v Divadle na okraji. Hrál například v seriálech Ohnivý kuře a v seriálu Doktoři z Počátků. Jeho nejznámější dabingovou rolí je postava Tasmánského čerta Taze z animovaného sitcomu Taz-Mania nebo Krytona v seriálu Červený trpaslík.